# Uğurcan Çakır
Uğurcan Çakır (sinh 5 tháng 4 năm 1996 ở Antalya, Thổ Nhĩ Kỳ) là một cầu thủ bóng đá Thổ Nhĩ Kỳ, anh thi đấu ở vị trí thủ môn cho Trabzonspor ở Süper Lig.